# Национално знаме на Нигерия
Националното знаме на Нигерия е създадено през 1959 и официално издигнато на 1 октомври 1960. Зелените ленти символизират горите и естественото богатство на Нигерия, а бялата лента по средата символизира мира. Знамето е измислено от студент, учещ в Ибадан.

## Знаме през годините
- (до 1960)